# Uroš Damnjanović
Uroš Damnjanović (in serbo Урош Дамњановић?; Belgrado, 8 febbraio 1995) è un calciatore serbo, centrocampista del Mladenovac.

## Palmarès

### Club

#### Competizioni nazionali
- Coppa di Slovacchia: 1

Slovan Bratislava: 2016-2017